# Albion (comté d'Oswego, New York)
Pour les articles homonymes, voir Albion (homonymie).
Ne doit pas être confondu avec Albion (comté d'Orleans, New York) ou Albion (village, État de New York).
Albion est une ville du comté d'Oswego, dans l'État de New York, aux États-Unis,. En 2000, elle comptait une population de 2 083 habitants.

## Démographie
Lors du recensement de 2000, la ville comptait une population de 2 083 habitants, tandis qu'en 2016, elle est estimée à 2 185 habitants.